# Blutte Hubel
Blutte Hubel är en bergstopp i Schweiz. Den ligger i distriktet Obersimmental-Saanen och kantonen Bern, i den centrala delen av landet, 40 km söder om huvudstaden Bern. Toppen på Blutte Hubel är 2 060 meter över havet.